# Эйстетвод

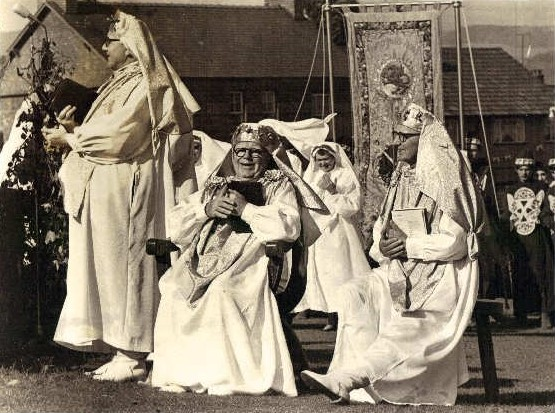
Эйстетвод 1956 года

Эйстетвод (валл. Eisteddfod; произн.о файле) — валлийские музыкально-литературные фестивали с элементами соревнования. Истоки эйстетводов находятся в традиции средневековых бардовских встреч, существовавшей по крайней мере с VII века нашей эры.
Победители в каждой номинации награждаются короной и специально изготовленным стулом.
С 1880 года проводится ежегодный «Национальный эйстетвод» (в Южном и Северном Уэльсе попеременно), с 1947 года в Лланголлене проходит «Международный эйстетвод».

## История
Слово «эйстетвод» происходит от глагола «сидеть» (валл. eistedd), оно появилось в XVIII веке, однако тогда означало «жилище»; первое использование в значении «собрание поэтов и музыкантов» датируется 1523 годом. Первое документально известное празднество такого типа было организовано Рис ап Грифидом в 1176 году в замке Кардиган, оно имело некоторое сходство с современными эйстетводами, в частности — награждение стульями (вернее, небольшими серебряными стульчиками). Другой знаменитый предшественник эйстетводов — фестиваль Грифита ап Николаса, проведённый в Кармартене около 1450 года. В 1567 году Елизавета I санкционировала проведение фестиваля бардов в Кайрвисе. На этих эйстетводах барды соревновались с поэтами, а арфисты — с игроками на кроте.
При Тюдорах барды потеряли свой высокий социальный статус. В XVII веке не было устроено ни одного эйстетвода, хотя в последней четверти века появилось Общество «Гвинетигион». В XVII веке в валлийских тавернах проводили аналогичные эйстетводам соревнования, сопровождавшиеся обильным употреблением спиртного, однако именно «Гвинетигион» организовал в 1789 году серию соревнований по всему Северному Уэльсу, от которой отсчитывают историю современных эйстетводов.
Примерно в то же время валлийский общественный деятель Иоло Моргануг основал общество «Трон бардов Британии», которое стало активно вовлечено в организацию эйстетводов, начиная с 1819 года.

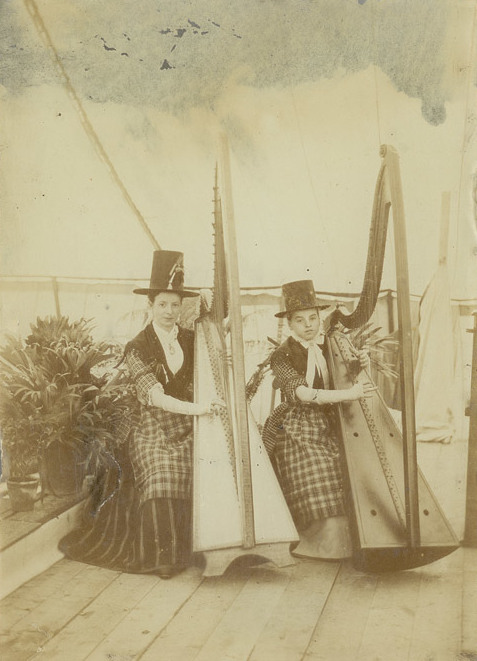
Арфистки на Кайрвисском эйстетводе 1890 года
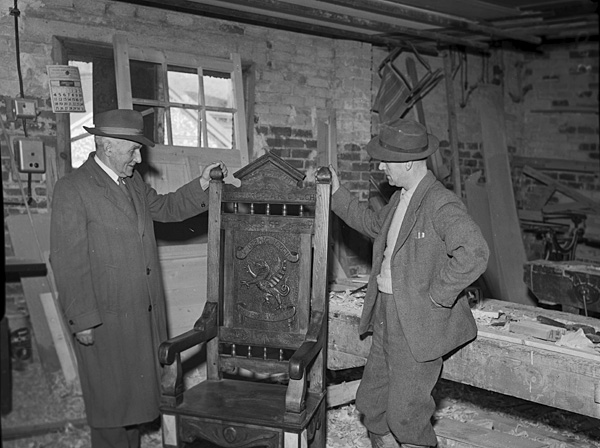
Трон для победителя, 1959 год
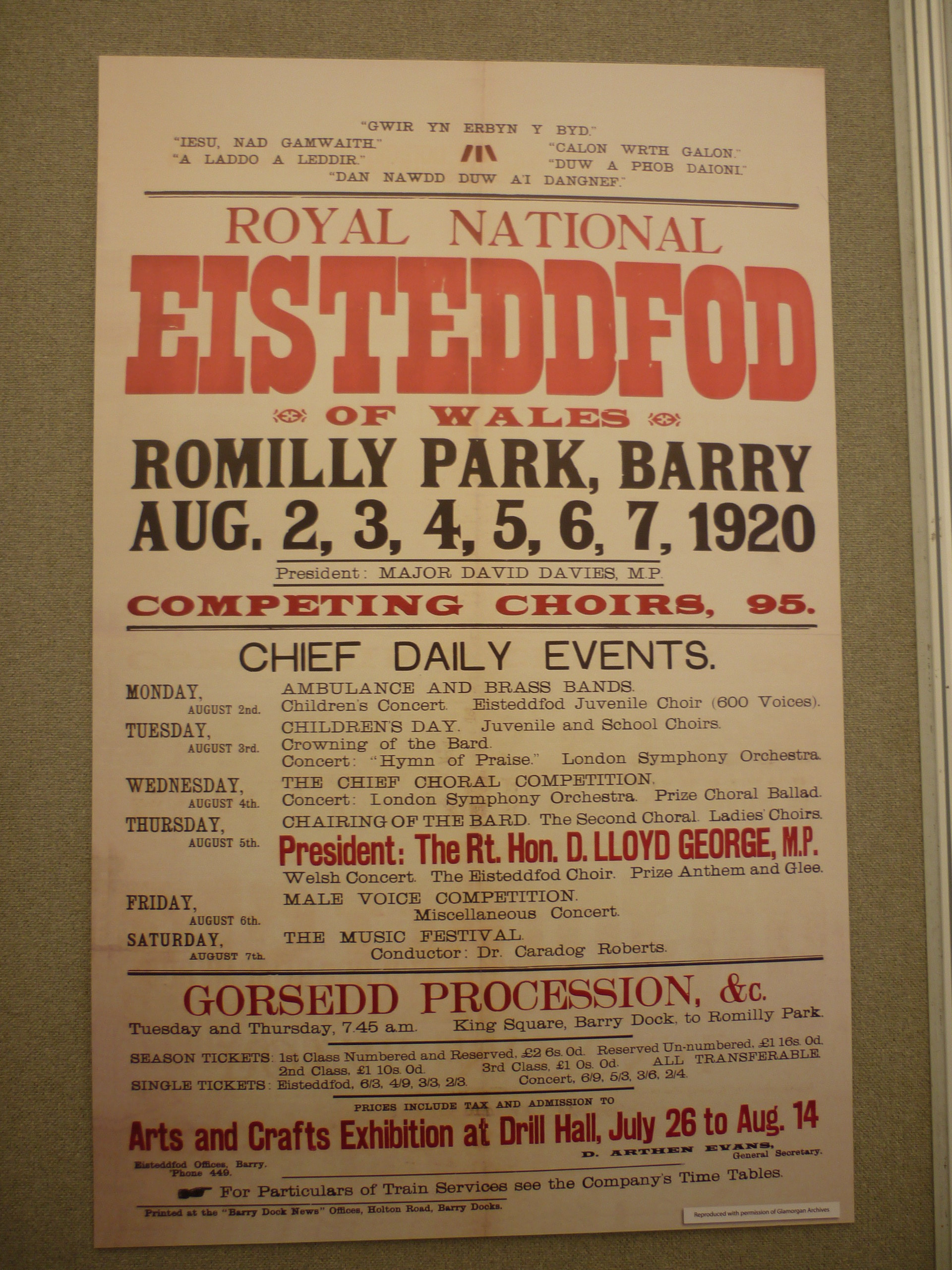
Плакат по случаю проведения эйстетвода в 1920 году

### Соревнования 1789 года
По традиции тема соревнования должна была храниться в секрете от конкурсантов, что было нарушено в майском соревновании в Коруэне: организатор, Томас Джонс Коруэнский, сообщил её знаменитому поэту Гуаллтеру Мехайну, и он выиграл соревнование на лучшее спонтанное стихотворение. «Гвинетигион» выбрал жюри и тему сентябрьского соревнования в Бале, ей стало «размышление о человеческой жизни». Руководитель «Гвинетигиона», Оуайн Мивир, снова сообщил Гуаллтеру Мехайну предпочтения жюри в отношении аудлов. Ожидаемая в таких условиях победа Гуаллтера вызвала негодование остальных бардов, многие из которых покинули церемонию награждения, в том числе знаменитый поэт Тум ор Нант. Поэт и путешественник Дэвид Самуэлл в знак поддержки вручил Туму поощрительный приз — серебряное перо.
Призами в эйстетводах 1789 года выступали медали. Эти эйстетводы стали первыми публичными соревнованиями, превратившись из камерного мероприятия в общенародный фестиваль.
Вскоре после окончания этого эйстетвода начались французские революционные и наполеоновские войны, прервавшие традицию до конца 1810-х годов. Валлийская культура в эти годы находилась в упадке: соревнование в 1789 года в Лланголлене посетили всего четыре поэта.

### Провинциальные эйстетводы 1819—1834 годов
В 1819 году был проведён Кармартенский эйстетвод, организованный Обществом Диведа и «Троном бардов Британии». Семидесятилетний Иоло Моргануг также присутствовал на этом фестивале. Победителем снова стал Гуаллтер Мехайн. На этом эйстетводе впервые появилось своеобразное соревнование английского и валлийского языка, постоянно встречавшееся на эйстетводах в течение следующего столетия.
Соревнования 1824 и 1828 годов, проведённые в Денби Почётным обществом Киммродорион, интересны тем, что там лучшему арфисту вручали миниатюрную копию инструмента-приза на эйстетводе 1567 года в Кайрвисе. Кроме того, эйстетвод 1828 года был назван «Национальным» по причине присутствия на нём герцога Сассекского Августа Фредерика, брата короля Георга IV. Победителем на этом фестивале стала восходящая звезда валлийской поэзии Иэйн Глан Гейрионид.
Под эгидой ещё одной валлийской организации, Валлийского общества Гвинеда (валл. Cymdeithas Gymroaidd Gwynedd, англ. The Gwynedd Cambrian Society), прошёл эйстетвод 1832 года в Бомарисе. В городе в тот момент находилась принцесса Виктория, остановившаяся в отеле со своей матерью. Они планировали посетить соревнование, но разыгравшаяся непогода заставила их остаться дома, однако победители, включая Каледврина, отправились в отель, где приняли медали из её рук. Аудль Уильямса, посвящённый крушению судна Rothsay Castle, сделал его известной фигурой в поэтических кругах.
Последний провинциальный эйстетвод был проведён в 1834 году в Кардиффе (один из призов в нём получил Иоан Тегид), в дальнейшем традиция их проведения угасла.

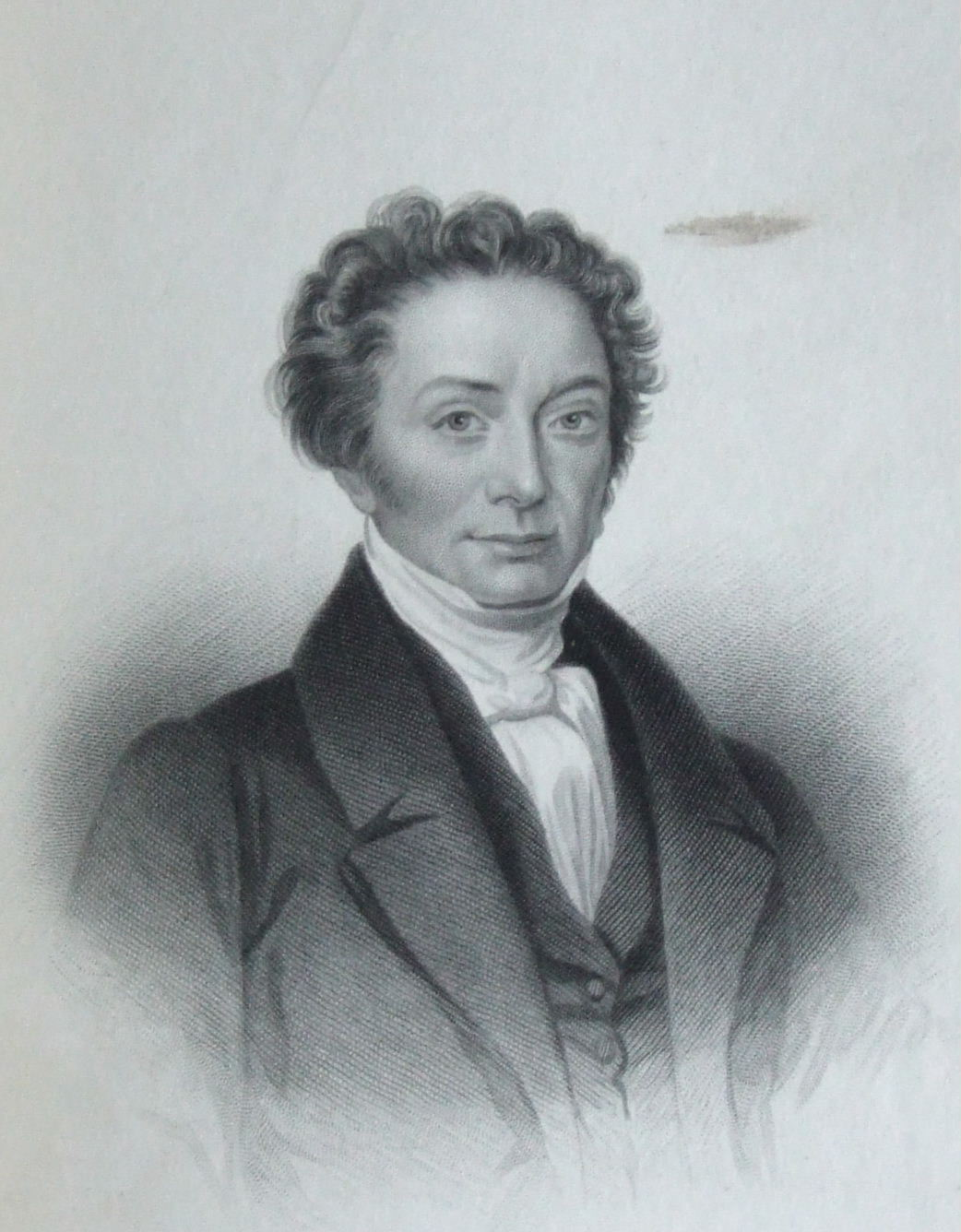
Иэйн Глан Гейрионид
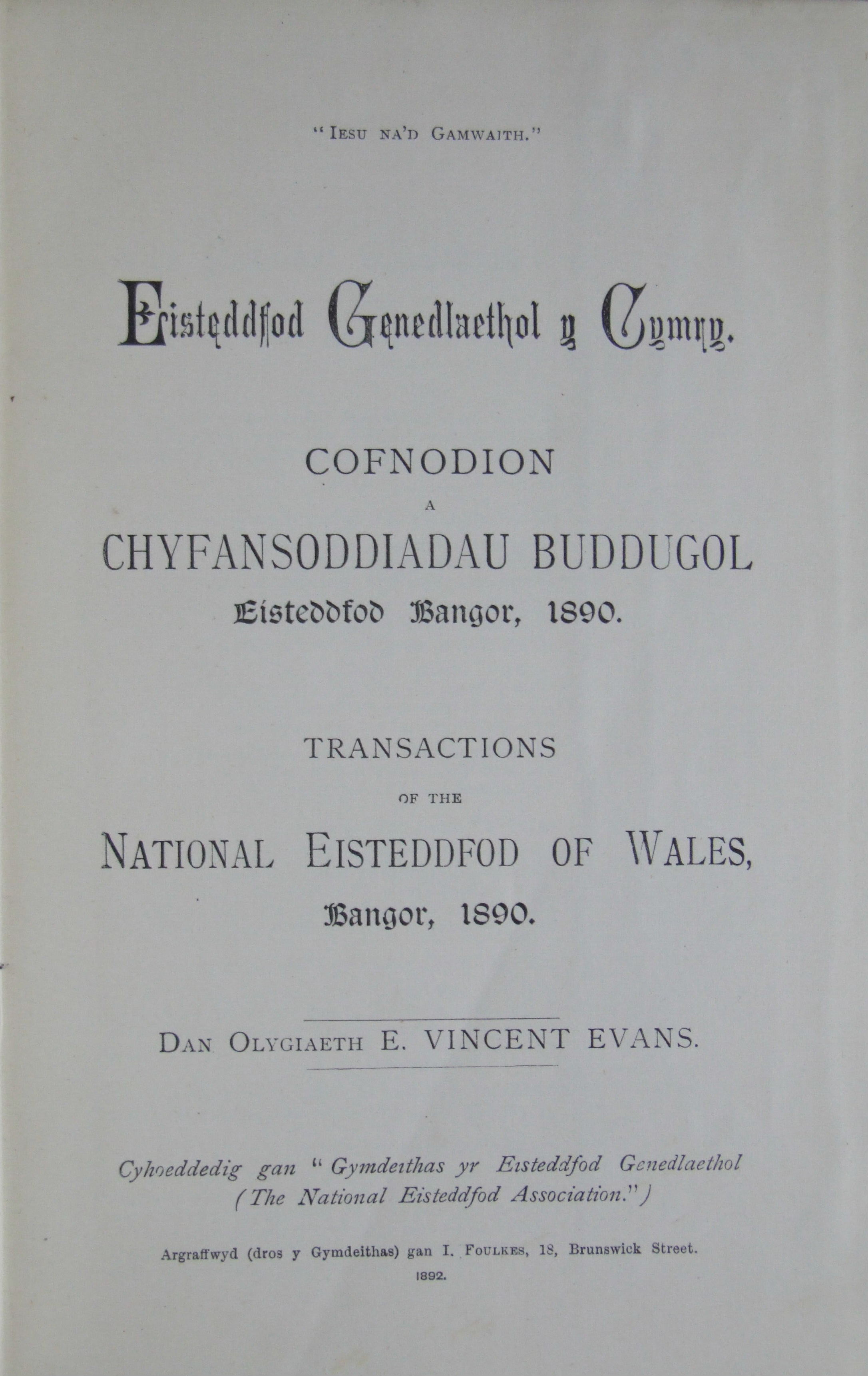
Transactions of the National Eisteddfod of Wales, 1890
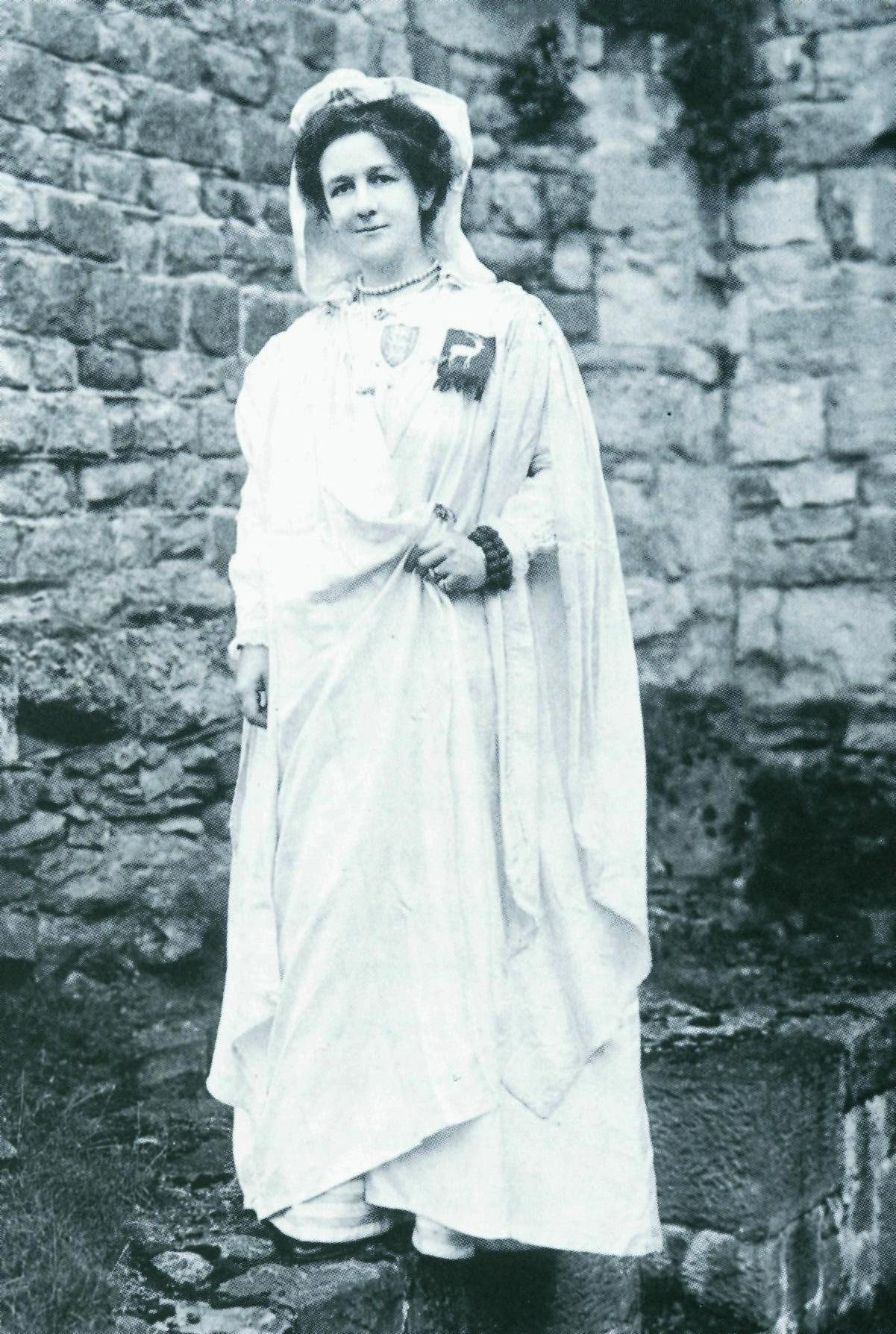
Валлийская писательница Гвинет Воген на эйстетводе, 1904

### Абергавеннские эйстетводы
Августа Холл, активистка валлийского национального движения и одна из членов Валлийского общества Абергавенни, спонсировала десять эйстетводов в Абергавенни в период с 1835 по 1851 год. Призы в них были весьма щедрыми, до 84 фунтов стерлингов, что привлекло на эйстетводы таких крупных кельтологов как Альберт Шульц.
Леди Холл активно рекламировала свои эйстетводы по всей Европе, она даже брала с собой образцы местной фланели. Популярность абергавеннских фестивалей была огромна, в городе даже был возведён специальный зал для их проведения. Среди посетителей был знаменитый писатель Томас Прайс (Карнхуанаук). Влияние Августы на эйстетводы не ограничивается лишь их спонсированием, помимо этого она лично поспособствовала возрождению валлийской арфы путём создания фестивальных номинаций на лучшую игру на арфе.
Среди победителей Абергавеннских эйстетводов — эссеист Эйтил Ивор (валл. Eiddil Ifor), арфист Уильям Морган (англ. William Morgan), поэт Каледврин.

### Предтеча Национального эйстетвода

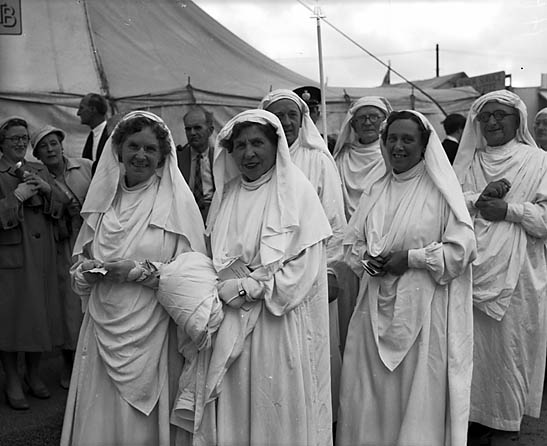
Женщины в друидских костюмах на эйстетводе, 1958

Вышедший в 1846 отчёт правительству о состоянии образования в Уэльсе, известный как «Синие книги», описывал валлийцев как глупых, ленивых и аморальных людей и имел разрушительное воздействие на валлийскую культуру. В этой ситуации активисты, занимавшиеся её пропагандой, стали размышлять над созданием всеваллийского эйстетвода.
Непосредственным предшественником Национального эйстетвода стал фестиваль, проведённый в Лланголлене в 1858 году священником Аб Ителом. Историк Томас Стивенс представил на конкурс сочинение, развенчивающее миф о валлийском принце Мадоге, который якобы открыл Америку. Жюри не захотело вручать ему приз, так как сочло текст дискредитирующим валлийскую историю. Другой знаменитый конкурсант — поэт Кейриог, будущий национальный герой, он представил на конкурс любовное стихотворение, посвящённое знатной валлийке XIV века Мивануи Вихан. Стихотворение заработало Кейриогу награду, а затем и всеобщую любовь: «Синие книги» были наполнены обвинениями валлиек в распущенности, тогда как это произведение описывало прекрасную и вежливую валлийскую женщину с хорошими манерами.
Перед эйстетводом 1860 года, проведённым в Денби, была создана Ассоциация эйстетводов, для неё выбран совет, который постановил проводить национальные фестивали ежегодно, на севере и юге Уэльса по очереди.
Первый эйстетвод, названный «Национальным», был проведён в 1861 году в Абердэре (Давит Моргануг получил на нём медаль за эссе по истории Гламоргана), второй — в Карнарвоне (Оуайн Алай был награждён за кантату, посвящённую принцу Уэльскому), третий — в Суонси, четвёртый — в Лландидно… В 1868 году в Ритине прошёл восьмой фестиваль, после чего финансы организаторов иссякли. Традиция возродилась в 1880 году, и отсчёт фестивалей начался заново.
На первых национальных эйстетводах, как и на более ранних, доминировал английский язык, валлийский был в опале. К примеру, эйстетвод 1923 года окончился исполнением «Боже, храни короля» на английском языке. Валлийский высмеивали и считали «устаревшим». Престиж валлийского поднимался при деятельном участии Хью Оуэна. Несмотря на то, что правила фестиваля 1937 года объявила валлийский единственным рабочим языком Национального эйстетвода, вплоть до 1950 года основным языком фестивалей был английский.

### Современность

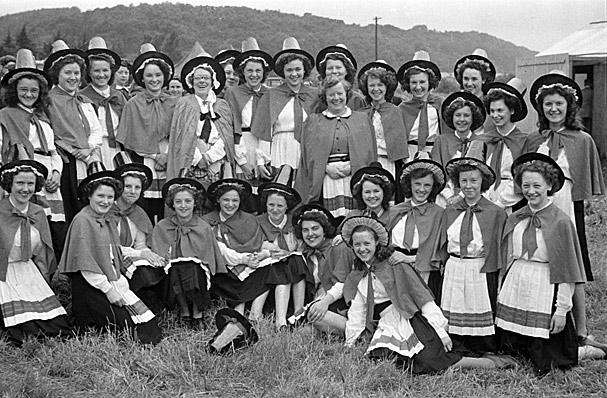
Национальный эйстетвод 1947 года

Современные Национальные эйстетводы начали проводиться с 1880 года, в церемониях награждения на них всегда участвует «Трон бардов». Это главный фестиваль валлийской культуры, они включают разнообразные музыкальные, поэтические и артистические выступления.
В 1937 году Ассоциация эйстетводов, работавшая при активном участии Почётного общества Киммродорион, уступила место Национальному совету эйстетводов, а в 1952 году его заменил Суд эйстетводов.
На современных национальных эйстетводах вручают награды в номинациях «лучший хор», «лучший мужской голос», «сольное пение», «пениллион», исполнение на музыкальном инструменте и народный танец. Кроме того, вручается медаль имени Дэниела Оуэна, первого крупного писателя, издававшегося на валлийском языке.
С 1929 года организация Urdd Gobaith Cymru организует молодёжный эйстетвод, а с 1947 ежегодно проводится международный эйстетвод. Эйстетводы меньшего размаха проходят в отдельных городах и регионах, с 1948 по 2001 год существовал Шахтёрский эйстетвод Южного Уэльса; также небольшие эйстетводы организуют в Австралии, Южной Африке, Англии, Северной Америке и Патагонии.